# 貝德福德鎮區 (密歇根州門羅縣)
貝德福德鎮區（英語：Bedford Township）是位於美國密歇根州門羅縣的一個行政鎮區。

## 地方資料
貝德福德鎮區的面積為104.94平方千米，當中陸地面積為104.53平方千米，而水域面積為0.41平方千米。根據2020年美國人口普查的數據，當地共有人口31813人，而人口密度為每平方千米303.15人。